# Parahyparrhenia siamensis
Parahyparrhenia siamensis är en gräsart som beskrevs av Clayton. Parahyparrhenia siamensis ingår i släktet Parahyparrhenia och familjen gräs. Inga underarter finns listade i Catalogue of Life.